# 알리레자 마샤예키

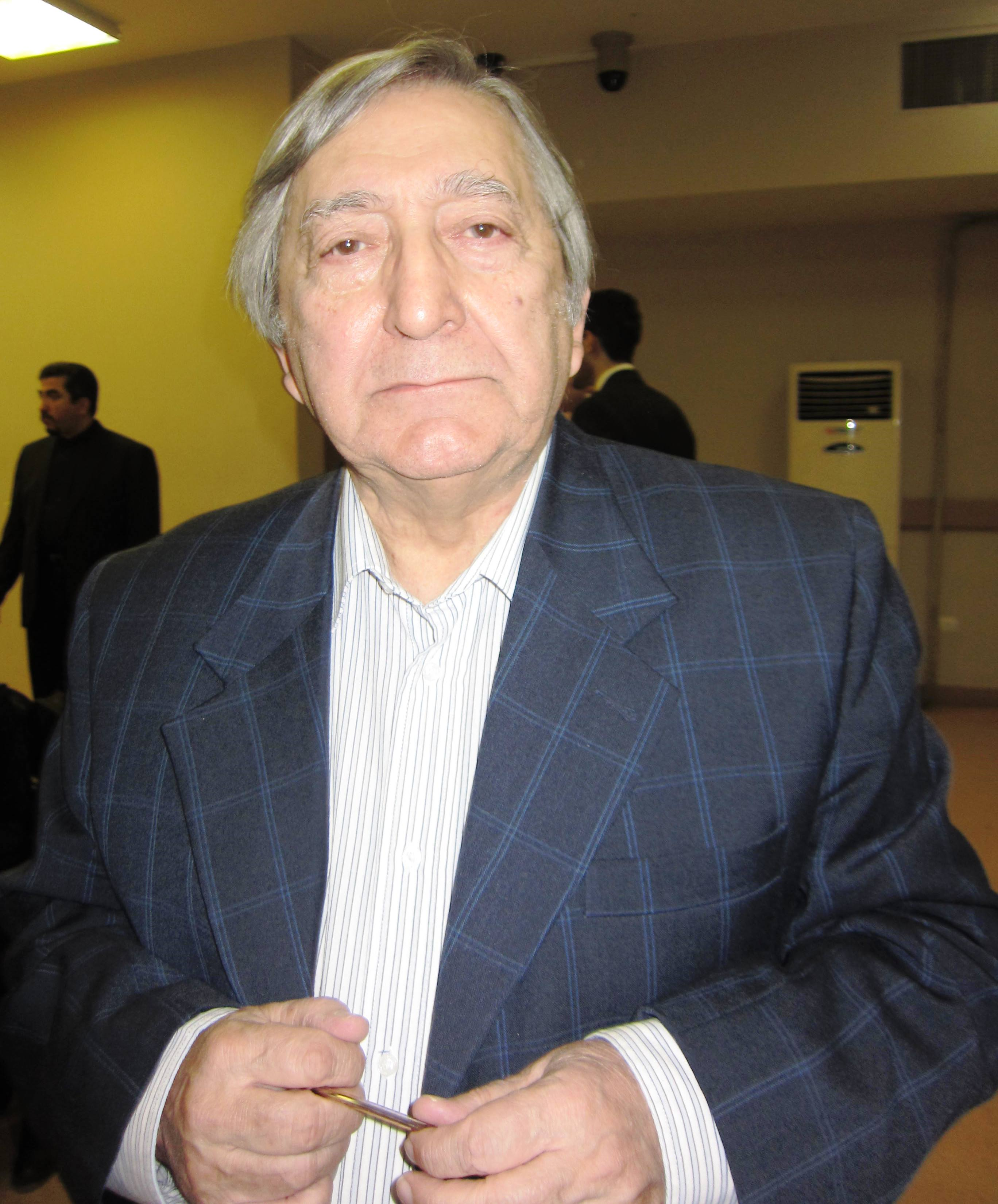

알리레자 마샤예키(علیرضا مشایخی)는 1940년에 태어난 이란의 작곡가, 지휘자이다. 페르시아 관현음악을 개척한 작곡가들중 한 명이다.

## 생애
테헤란에서 태어났다. 롯폴라 모파캄 파얀이 이란 음악을 가르치고, 호세인 나세히가 작곡, 오펠리아 콤바지안이 피아노를 가르쳤다. 이후 빈에서 유학하며, 한스 옐리넥, 카를 식스케 등 밑에서 공부하였다.
빈 음악대학교를 졸업한 후, 네덜란드 위트레흐트에서 고트프리트 미하엘 쾨니히의 강의 등을 들으며 전자 음악과 컴퓨터 음악을 공부했다.

## 음반
- 2번 교향곡 작품번호 57
- 바이올린과 오케스트라를 위한 콘체르토, 작품번호 96